# 537 هـ
537 هـ هي سنة في التقويم الهجري امتدت مقابلةً في التقويم الميلادي بين سنتي 1142 و1143.

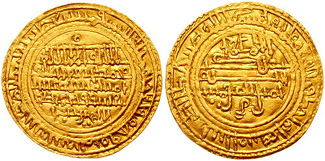
عملة ذهبية سكت في عهد علي بن يوسف.

## وفيات
- علي بن يوسف بن تاشفين
- نجم الدين عمر النسفي